# Bote vom Haßgau
Der Bote vom Haßgau ist eine Lokalzeitung, die in Hofheim in Unterfranken erscheint.
Gegründet wurde die Zeitung Anfang des 20. Jahrhunderts. Die Zeitung wurde zunächst von der Verlegerfamilie Holl geführt. Nach dem Zweiten Weltkrieg übernahm der 1921 geborene Ivo Martin den Verlag. Der gelernte Schriftsetzer war am Wiedererscheinen der Heimatzeitung „Bote vom Haßgau“ nach dem Krieg wesentlich beteiligt. 1946 heiratete er Rosemarie Holl, die Tochter des Zeitungsverlegers und Druckereibesitzers Josef Holl. Über 40 Jahre lang war Ivo Martin Verlags- und Redaktionsleiter. 1967 lag die tägliche Auflage bei knapp 2000 Exemplaren. Den Mantelteil lieferte die Genossenschaft Bayerischer Heimatzeitungsverleger (BHZ). 1989 wurde die Zeitung von der Würzburger Main-Post übernommen.